# São Simão, São Paulo
São Simão là một đô thị ở bang São Paulo của Brasil. São Simão được thành lập ngày 3 tháng 3 năm 1895. Đô thị này có diện tích 617,9 km2, dân số 14.280 người.